# 李国杰 (计算机专家)
李国杰（1943年5月29日—），男，汉族，湖南邵阳市邵阳县下花桥镇人，中国计算机专家，中国工程院院士，第三世界科学院院士。

## 生平
1968年毕业于北京大学物理系。1973年，在邵阳市无线电厂工作。1978年，考入中国科学技术大学研究生院。1981年，获中国科学院工学硕士学位，同年赴美国普渡大学攻读博士。1985年，获博士学位。
1985年至1986年在美国伊利诺伊大学CSL实验室工作，1987年回国在中国科学院计算技术研究所工作。1990年任国家智能计算机研究开发中心主任。
1995年，获选中国工程院信息与电子工程学部院士。
李是上市公司中科曙光的创始人并一直担任董事长，于2025年1月25日因年龄原因辞职。